# مطيلية

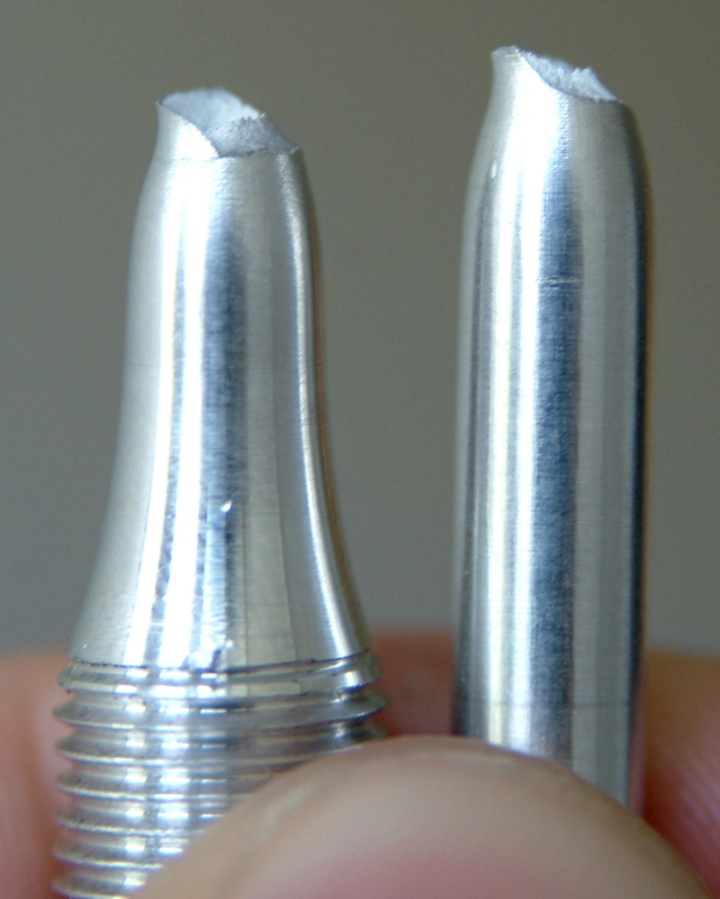

المَطِيلِيَّة أو الممطوطية أو الممطولية هي الخاصية الفيزيائية للقدرة على الوقوع تحت تأثير التشوهات اللدنة (البلاستيكية) دون حدوث تصدع (فمثلا في الفلزات يمكن سحبها على هيئة أسلاك). وهي خاصية مميزة لسريان المادة تأثير إجهاد القص.

## التعريف
المطيلية مصطلح يطلق على المواد ذات القابلية العالية للتشكيل، فهي خاصية ميكانيكية تستخدم لوصف مادة يمكن أن تتشوه بشكل لدن بدون أن تنكسر. وتعتبر المطيلية من أهم الخواص في تشكيل المعادن مثل الدرفلة والبثق والسحب. تعتبر المعادن التالية ذات مطيلية عالية: الفضة، والذهب، والنحاس، والألمنيوم. إن مطيلية الفولاذ تعتمد على مكونات السبيكة، فزيادة محتوى الكربون تزيد المطيلية.
لم يعرف مصطلح المطليلية بشكل واضح حتى الآن، حيث يستخدم في بعض الأحيان لوصف سلوك انكسار المواد. حيث يعرف الانكسار المطيلي بأنه الانكسار الذي تضيع خلاله كمية عالية من الطاقة. وفي هذه الحالة فإن المطيلية هي كمية بعدية (الطاقة/الحجم)، بينما قابلية التشكيل هي كمية لا بعدية.

## قابلية الطرق
الطَرُوقِيَّة أو قابلية الطرق هي خاصية فيزيائية للمادة، وتطلق على الفلزات وأشباه الفلزات. وبصفة عامة هي قدرتها على أن تسطّح إلى رقائق بدون أن تتشقق نتيجة عملية الطرق أو الدرفلة. تعتبر الطروقية خاصية مهمة في عمليات تشكيل المعادن، فلا يمكن بحال من الأحوال تطريق مادة أو درقلتها بينما هي تتكسر أو تتشقق خلال العملية. بمكن أن تشكل المواد الطروقة باستخدام عملية الختم أو الكبس، بينما يتم تشكيل المواد الهشة واللدائن عن طريق الصب في القوالب.
تنتج الطروقية كنتيجة لخصائص الروابط الموجود في الفلز (رابطة فلزية). ففي الروابط الفلزية، تكون إلكترونات في غلاف التكافؤ غير ثابتة ومتشاركة مع عدة ذرات. تسمح هذه الإلكترونات غير الثابتة لذرات المعدن بالانزلاق فوق بعضها بدون أن تتعرض لقوى تنافر قوية تؤدي بالمواد الأخرى إلى التحطم. يعتبر الذهب من أكثر الفلزات طروقية، يتبعها الألمنيوم.

## قياس المطيلية
هناك متغيران شائعان يستخدمان للدلالة على مطيلية المواد. نسبة الاستطالة وتعرف ببساطة كالآتي:
{\displaystyle El\%=(L_{f}-L_{0})/L_{0}*100\%}
حيث {\displaystyle L_{0}} هو طول العينة الأصلي، و{\displaystyle L_{f}} طول العينة عند الانكسار.
إن الاستطالة المرنة لأغلب المواد صغيرة جدًا مقارنة بالاستطالة اللدنة وبالتالي يمكن إهمالها. وعندما تكون الاستطالة المرنة معتبرة كما في المواد الهشة، أو المواد المطاطية، يجب عندها تبيين أن نسبة الاستطالة تتضمن النسبة المرنة.
القياس الثاني المستخدم في قياس المطيلية هو نسبة نقصان مساحة المقطع العرضي عند الانكسار، وتعرف كالآتي:
{\displaystyle RA\%=(A_{0}-A_{f})/A_{0}*100\%}
حيث {\displaystyle A_{0}} مساحة المقطع العرضي الأولية، و{\displaystyle A_{f}} مساحة المقطع العرضي عند الانكسار. إذا حدث الانهيار قبل تشكل العنق، فإن الاستطالة تحسب من {\displaystyle RA\%} بافتراض الحجم ثابت. في هذه الحالة:
{\displaystyle El\%=\%RA/(100-\%RA)*100\%}
تفقد هذه العلاقة قيمتها مباشرة بعد تشكل العنق.
إن استخدام نسبة الاستطالة في حساب المطيلية له سيئة أنه يدمج الاستطالة المنتظمة التي تحدث قبل تشكل العنق، والاستطالة المتركزة في منطقة العنق خلال تشكله. إن الاستطالة المنتظمة تعتمد على سلوك المادة اللدن أكثر من سلوكها عند الانكسار. بينما تعتمد الاستطالة عند تشكل العنق على شكل العينة. إذا كان شكل العينة طويلا مقارنة بمقطعها، فإن الاستطالة عند تشكل العنق تكون بنسبة صغيرة من الاستطالة الكلية. ومن جهة أخرى، إذا كان شكل العينة صغيرًا، فإن الاستطالة عند تشكل العنق تكون بنسبة كبيرة من الاستطالة الكلية. بالنسبة للقضبان ذات المقطع الدائري، فقد أُصلح الأمر بوضع نسبة قياسية لطول العينة بالنسبة لقطرها 4:1. لا يوجد علاقة بسيطة بين نسبة الاستطالة لهذه العينات القياسية (القضبان الدائرية) ونسبة الاستطالة المقاسة لعينات الصفائح أو الأسلاك.
نسبة تخفيض المساحة، كقياس للمطيلية، لا تعتمد على نسبة طول العينة إلى القطر. ومن الصعب قياس مساحة المقطع العرضي النهائية (عند الانكسار)، للمواد المطيلية جدًا، وخصوصًا في العينات الصفائحية.